# Arij Lenis Verwoerd
Arij Lenis Verwoerd (Brielle, 8 februari 1890 - Bandung, 13 september 1945) was een Nederlands waterbouwkundige, werkzaam in Nederlands-Indië. Hij was de zoon van de winkelier Jan Johan Verwoerd uit Brielle. Zijn naam wordt in latere stukken ook wel gespeld als Ary.

## Opleiding en jonge jaren
Verwoerd ging in 1908 studeren aan de Technische Hogeschool in Delft. Hij haalde in 1912 zijn propedeuse en in 1915 zijn kandidaatsexamen. In 1917 haalde hij het diploma als Civiel Ingenieur. Opvallend is dat hij alleen ingeschreven stond als student in 1908 en in de jaren waarin hij een examen aflegde. Hij trouwde op 17 april 1915 in Brielle met Magthilde Elizabet Moll, de dochter van een architect uit Nijmegen. In 1916 kreeg het stel een dochter: Eveline.

## Naar Indië

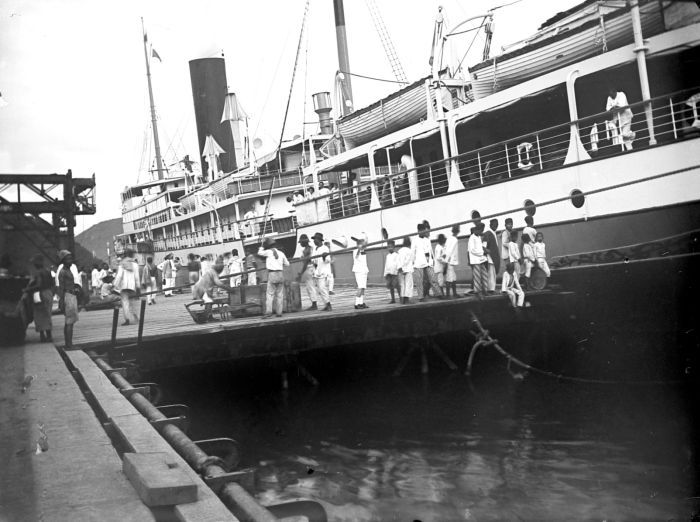
Het schip Kawi aan de steiger te Emmahaven West-Sumatra (foto Tropenmuseum)

Direct na zijn afstuderen kreeg Verwoerd een benoeming bij het Nederlands-Indische departement voor Burgerlijke en Openbare Werken (BOW). Daarvoor vertrok hij met vrouw en dochter op 17 november 1916 met de SS Kawi uit Rotterdam naar Batavia. Na wat omzwervingen in Batavia volgde in februari 1917 zijn benoeming als aspirant-ingenieur met als standplaats Malang. Hij heeft zich hier vooral met irrigatie bezig gehouden. In mei 1919 werd hij gepromoveerd tot ingenieur en kreeg standplaats Modjokerto, even ten noordwesten van Malang. Na een paar jaar ging hij weer naar Malang.
Hij hield zich bezig met optimaliseren van de irrigatienetwerken in dit gebied en deed onderzoek naar de kunstwerken, zoals stuwen, die hiervoor nodig zijn. Hij werkte hiervoor samen met ir. Hugo Vlugter van het laboratorium in Semarang. Het correct dimensioneren van kanalen is essentieel voor een goede irrigatie. Binnen BOW was gevonden dat de methode van Strickler het meest geschikt was voor het berekenen van tertiaire leidingen (de laatste watergang naar de sawah) en Verwoerd heeft in 1932 een methode met nomogrammen ontwikkeld om met de formule van Strickler een tertiaire leiding te ontwerpen. Maar volgens sommigen was deze methode te ingewikkeld.
Samen met Vlugter en Romijn heeft hij ook veel onderzoek gedaan naar het ontwerp van regelstuwen. Romijn baseerde zijn oplossing sterk op data en ideeën van Verwoerd; in zijn publicatie van 1932 refereert hij helemaal niet aan het werk van Verwoerd.
Aan het eind van zijn contractuele diensttijd (tropenjaren telden dubbel) bij BOW ging hij op 30 november 1940 met pensioen.

## Na de pensionering

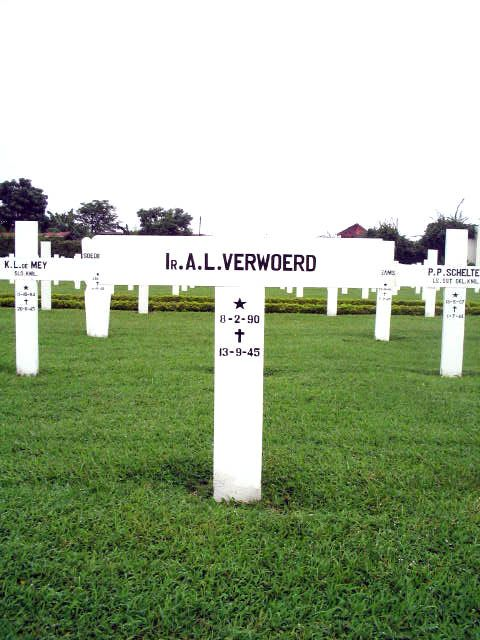
Het graf van ir. A.L. Verwoerd op Ereveld Pandu in Bandung, graf IV287

In 1941 werd hij gemobiliseerd en aangesteld als majoor bij het departement van Oorlog en werd hij ingezet bij de aanleg van militaire vliegvelden. Na de Japanse inval werd hij geïnterneerd. Hij overleed aan een oedeem ten gevolge van ondervoeding in het Juliana ziekenhuis te Bandung. Hij is begraven op het Nederlands Ereveld Pandu in Bandung.

## Persoonlijk
In 1924 had hij recht op verlof in Nederland. Hij kwam 9 maanden naar Nederland. Verwoerd was lid van de vrijmetselarij. In Malang was hij bij de orde La Constante et Fidèle. Met zijn pensionering in 1940 besloot hij uit de orde te treden.
Na de oorlog keerde zijn weduwe naar Nederland terug en is op 21 april 1959 in Haarlem overleden.

## Enige publicaties van Arij Verwoerd
- (1 oktober 1929). Venturimeter voor secundaire aftapsluizen. De Waterstaatsingenieur  17 (10)
- (1 april 1930). Ontwerp van een module Ventura-inlaatsluismet groot bereik. De waterstaatsingenieur  18 (4)
- (1 september 1931). Een eenvoudige berekeningswijze voor leidingen en waterlopen. De waterstaatsingenieur  19 (9)
- (1 juni 1937). Overzicht van de totstandkoming van het Algemeen plan Oost-Semarang. Gearchiveerd op 14 januari 2025. De Ingenieur in Nederlands Indië  4 (6)
- (1 juli 1941). Capaciteitsbepaling van volkomen en onvolkomen overlaten met afgeronde kruinen. Gearchiveerd op 14 januari 2025. De Ingenieur in Nederlands Indië  8 (7)